# Divizia Națională 1997-1998
La Divizia Națională 1997-1998 è stata la settima edizione della massima serie del campionato di calcio moldavo disputato tra il 9 agosto 1997 e il 14 giugno 1998 e concluso con la vittoria dello Zimbru Chișinău, al suo sesto titolo.

## Formula
Il numero di squadre partecipanti fu ridotto a quattordici rispetto alle sedici della passata stagione e disputarono un turno di andata e ritorno per un totale di 26 partite. In previsione di un'ulteriore riduzione del numero, le retrocessioni passarono a cinque con la nona classificata che disputò uno spareggio con la seconda della Divizia A per la permanenza in massima serie.
Le squadre partecipanti alle coppe europee furono tre: la squadra campione si qualificò alla UEFA Champions League 1998-1999, la seconda classificata alla Coppa UEFA 1998-1999 mentre la squadra vincitrice della coppa nazionale alla Coppa delle Coppe 1998-1999.

## Squadre
| Squadra                   | Città        | Stadio | Stagione 1996-1997   |
| ------------------------- | ------------ | ------ | -------------------- |
| Agro-Goliador Chișinău    | Chișinău     |        | 11°                  |
| Victoria Cahul            | Cahul        |        | 12°                  |
| FC Unisport-Auto Chișinău | Chișinău     |        | 9°                   |
| Roma Bălți                | Bălți        |        | Divizia A            |
| Moldova Gaz Chișinău      | Chișinău     |        | Divizia A            |
| Olimpia Bălți             | Bălți        |        | 5°                   |
| FC Dinamo Bender          | Tighina      |        | 7°                   |
| Tiligul                   | Tiraspol     |        | 3°                   |
| Zimbru Chișinău           | Chișinău     |        | 2°                   |
| Stimold MIF Chișinău      | Chișinău     |        | Divizia A            |
| Nistru Otaci              | Otaci        |        | 4°                   |
| Locomotiva Basarabeasca   | Basarabeasca |        | 8°                   |
| Constructorul Chișinău    | Chișinău     |        | Campione di Moldavia |
| Speranța Nisporeni        | Nisporeni    |        | 6°                   |

## Classifica
|  | Pos. | Squadra                 | Pt | G  | V  | N | P  | GF | GS | DR  |
|  | ---- | ----------------------- | -- | -- | -- | - | -- | -- | -- | --- |
|  | 1.   | Zimbru Chișinău         | 69 | 26 | 22 | 3 | 1  | 75 | 8  | +67 |
|  | 2.   | Tiligul                 | 59 | 26 | 19 | 2 | 5  | 45 | 20 | +25 |
|  | 3.   | Constructorul Chișinău  | 54 | 26 | 17 | 3 | 6  | 54 | 32 | +22 |
|  | 4.   | Nistru Otaci            | 45 | 26 | 13 | 6 | 7  | 36 | 20 | +16 |
|  | 5.   | Moldova Gaz Chișinău    | 44 | 26 | 14 | 2 | 10 | 38 | 28 | +10 |
|  | 6.   | Olimpia Bălți           | 44 | 26 | 12 | 8 | 6  | 40 | 21 | +19 |
|  | 7.   | Unisport-Auto Chișinău  | 38 | 26 | 11 | 5 | 10 | 23 | 32 | -9  |
|  | 8.   | Roma Bălți              | 37 | 26 | 10 | 7 | 9  | 40 | 32 | +8  |
|  | 9.   | Agro-Goliador Chișinău  | 33 | 26 | 10 | 3 | 13 | 27 | 35 | -8  |
|  | 10.  | Locomotiva Basarabeasca | 25 | 26 | 6  | 7 | 13 | 21 | 43 | -22 |
|  | 11.  | Victoria Cahul          | 24 | 26 | 6  | 6 | 14 | 20 | 42 | -22 |
|  | 12.  | Dinamo Bender           | 22 | 26 | 6  | 4 | 16 | 19 | 47 | -28 |
|  | 13.  | Stimold MIF Chișinău    | 13 | 26 | 2  | 7 | 17 | 19 | 60 | -41 |
|  | 14.  | Speranța Nisporeni      | 3  | 26 | 0  | 5 | 21 | 9  | 46 | -37 |

Legenda:

      Campione di Moldavia
      Qualificata alla Coppa UEFA
      Qualificata alla Coppa delle Coppe
      Ammessa allo spareggio
      Retrocessa in Divizia A
Note:

Tre punti a vittoria, uno a pareggio, zero a sconfitta.
Speranța Nisporeni penalizzata di tre punti.

### Play-out
L'Agro-Goliador Chișinău disputò lo spareggio, in questa stagione con incontro di andata e ritorno, per la permanenza nella massima serie contro l'Agro Dubăsari e vinse entrambe le sfide.
| Dubăsari 18 giugno 1998 | Agro Dubăsari | 0 – 2 | Agro-Goliador Chișinău |  |

| Chișinău 22 giugno 1998 | Agro-Goliador Chișinău | 7 – 1 | Agro Dubăsari |  |

## Verdetti
- Campione: Zimbru Chișinău, qualificato alla UEFA Champions League 1998-1999
- Qualificato alla Coppa UEFA: Tiligul-Tiras Tiraspol
- Qualificato alla Coppa delle Coppe: Constructorul Chișinău
- Retrocesse in Divizia "A":Locomotiva Basarabeasca, Speranța Nisporeni, CSA Victoria Cahul, Fotbal Club Dinamo Bender, Stimold MIF Chișinău